# 植村貴昭
植村 貴昭（うえむら たかあき、1973年 - ）は、日本の弁理士、元特許庁審査官補。株式会社ポラリス知財コンサルティング代表取締役。

## 略歴
北海道旭川市出身。1992年、東京工業大学第4類機械工学科卒業。2000年、東京工業大学原子炉研究所修士課程修了。2007年、大宮法科大学院大学夜間卒業。
2000年より2006年にかけて特許庁で審査官補として勤務。2010年弁理士登録。
2016年より帝国データバンクの帝国ニュースにて月1回連載を開始。